# تيد وارد
تيد وارد (بالإنجليزية: Ted Ward)‏ هو لاعب دوري الرغبي ومدرب رياضي بريطاني، ولد في القرن العشرين في ويلز في المملكة المتحدة.